# Finn Helgesen
Finn Helgesen (n. 25 aprilie 1919, Comuna Drammen, Buskerud, Norvegia – d. 3 septembrie 2011, Lørenskog, Akershus, Norvegia) a fost un patinator de viteză ce a reprezentat Norvegia, medaliat olimpic. A participat la 2 ediții ale Jocurilor Olimpice (1948, 1952) în care a câștigat o medalie de aur.